# Château de Katsuren
Le château de Katsuren (勝連城, Katsuren gusuku) est un gusuku situé sur la péninsule de Katsuren, sur l'île d'Okinawa au Japon. Avec l'océan Pacifique des deux côtés, il est aussi appelé « Océan gusuku ». Son âge d'or se situe au milieu du XVe siècle au temps du puissant seigneur Amawari. De précieux carrelages et des céramiques chinoises de l'époque ont été mis au jour à Katsuren. Ils témoignent de la magnificence de l'ancien château et de la vitalité du commerce maritime.
Dans les années 2010, on y a aussi découvert des monnaies romaines et ottomanes.
Le château fait partie des sites gusuku et biens associés du royaume des Ryūkyū inscrits au patrimoine mondial en 2000.